# Bataille de Ko Chang
Guerre franco-thaïlandaise,
Seconde Guerre mondiale
Batailles
Batailles et opérations de la guerre du Pacifique

Japon :
- Raid de Doolittle
- Bombardements stratégiques sur le Japon (Tokyo
- Yokosuka
- Kure
- Hiroshima et Nagasaki)
- Raids aériens japonais des îles Mariannes
- Campagne des archipels Ogasawara et Ryūkyū
- Opération Famine
- Bombardements navals alliés sur le Japon
- Baie de Sagami
- Invasion de Sakhaline
- Invasion des îles Kouriles
- Opération Downfall
- Reddition du Japon

Pacifique central :
- Pearl Harbor
- Guam (1941)
- Wake
- Raid sur les îles Gilbert et Marshall
- Opération K
- Midway
- Opération RY
- Campagne des îles Gilbert et Marshall
- Campagne des îles Mariannes et Palaos
- Campagne des archipels Ogasawara et Ryūkyū
- Opération Inmate

Pacifique du sud-ouest :
- Nauru
- Invasion des Philippines (1941-42)
- Invasion des Indes orientales néerlandaises
- Opérations de l'Axe dans les eaux australiennes
- Raids aériens japonais sur l'Australie (1942-43)
- Opération Ke
- Campagne des îles Salomon
- Campagne de Nouvelle-Guinée
- Campagne des Philippines
- Campagne de Bornéo (1945)

Asie du sud-est :
- Invasion de l'Indochine (1940)
- Océan Indien (1940-45)
- Guerre franco-thaïlandaise
- Invasion de la Thaïlande
- Campagne de Malaisie
- Hong Kong
- Singapour
- Campagne de Birmanie
- Opération Kita
- Indochine (1945)
- Détroit de Malacca
- Opération Jurist
- Opération Tiderace
- Opération Zipper
- Bombardements stratégiques (1944-45)

Guerre sino-japonaise
Front d'Europe de l’Ouest
Front d'Europe de l’Est
Bataille de l'Atlantique
Campagnes d'Afrique, du Moyen-Orient et de Méditerranée
Théâtre américain
La bataille navale de Ko Chang est un affrontement militaire survenu le 17 janvier 1941 au large de l'île de Ko Chang, dans le golfe de Thaïlande, durant la guerre franco-thaïlandaise. Elle oppose la marine nationale française, représentée par les forces navales d'Indochine, à la marine royale thaïlandaise. L'engagement a lieu dans le cadre des tensions coloniales entre la France de Vichy et la Thaïlande, qui revendique plusieurs territoires en Indochine.
Commandée par le capitaine de vaisseau Régis Bérenger, l'escadre française lance une attaque surprise contre les navires thaïlandais mouillés près de l'île. Grâce à la supériorité tactique de ses croiseurs et à l'appui de l'aviation basée à terre, la marine française parvient à couler ou endommager plusieurs unités ennemies, dont le torpilleur Songkhla, la canonnière Thonburi, et à neutraliser la menace navale dans la zone. Aucune perte navale française n'est enregistrée.
Il s'agit d'une victoire tactique pour la France, mais elle n'empêche pas l'issue politique défavorable du conflit. Sous pression du Japon, médiateur entre les deux pays, un cessez-le-feu est imposé peu après, aboutissant à des concessions territoriales en faveur de la Thaïlande. L'affrontement reste un épisode notable de la guerre franco-thaïlandaise et l'un des rares engagements navals français en Asie durant la Seconde Guerre mondiale.

## Contexte terrestre
Le 10 janvier 1941 les forces thaïlandaises lancent une offensive au Laos et au Cambodge alors colonies françaises administrées par le régime de Vichy.
Le 16 janvier 1941, la France lance une large contre-offensive terrestre sur les villages thaïlandais de Yang Dang Khum et de Phum Préav, où se déroulent de féroces combats.
La contre-attaque française est un échec et s’achève par une retraite, mais les Thaïlandais ne peuvent poursuivre les forces françaises, leurs chars ayant été cloués sur place par l’artillerie française.

## Opération navale
Alors que la situation à terre est critique pour la France, le gouverneur général de l'Indochine, l’amiral Jean Decoux, ordonne à l'amiral Jules Terraux, commandant la marine nationale en Indochine française, d'exécuter une opération contre la marine royale thaïlandaise.
La flotte française en Indochine est alors hétéroclite. Un « groupe occasionnel » est formé avec le croiseur léger Lamotte-Picquet de classe Duguay-Trouin en tant que navire amiral, les avisos coloniaux de classe Bougainville Dumont d'Urville et Amiral Charner, et les vieux avisos Marne et Tahure. Cette flotte est placée sous le commandement du capitaine de vaisseau Régis Bérenger, commandant le Lamotte-Picquet. La force française possède plusieurs hydravions : 2 Loire 130 dont l'un a été laissé à Saïgon par le Suffren pour les besoins de l'opération, 3 Potez 452 dont 2 embarqués par le Lamotte-Picquet, 3 Gourdou 832 dont 2 sont lancés par les avisos coloniaux. Bien qu'obsolètes, ces hydravions vont jouer un rôle clé dans la bataille en localisant précisément les navires thaïlandais à Koh Chang. Cinq canonnières fluviales accompagnent la flotte mais ne participeront pas au combat.
La flotte thaïlandaise est composée des deux garde-côtes cuirassés modernes Sri Ayuthia et Dhomburi construits au Japon, de dix torpilleurs dont 9 modernes de construction italienne, un ancien de construction britannique, deux avisos, un sous-marin de la classe Matchanu et deux mouilleurs de mines.
L'ordre est donné aux navires de guerre français disponibles d’attaquer dans le golfe de Thaïlande. Une reconnaissance aérienne est effectuée le 16 janvier à Satahib (pointe Est de la baie de Bangkok) et à Koh Chang par un Loire 130, un Hawk III de l’escadrille 72 de la force aérienne royale thaïlandaise l'intercepta et tira deux rafales qui manquèrent l’hydravion avant que ses mitrailleuses ne s’enraient. La petite escadre française quitte l'île de Poulo Condor le 15 janvier. Elle traverse le golfe du Siam, et surprend à l'aube du 17 janvier une escadre de la flotte thaïlandaise au mouillage. Les navires thaïlandais tentent de tirer parti de la multitude d'ilots qui protège la base maritime de Koh Chang, mais les unités françaises bloquent les chenaux de sortie et les pilonnent de plusieurs côtés.
À l'issue du combat qui dure un peu moins de deux heures, le bilan est lourd côté thaïlandais. Un tiers de sa flotte est hors de combat. Les torpilleurs Chonburi, Songhkla, construits en Italie entre 1935 et 1937, sont coulés. Le garde-côte cuirassé Dhomburi est gravement touché et finit par s'échouer pour ne pas couler (il sera renfloué et servira après guerre de navire-école). Cette unité cuirassée, moderne, construite au Japon en 1938 était armée de tourelles doubles de 203 mm.
Le bilan officiel fait état de 36 hommes (dont le commandant du Thonburi) tués du côté thaïlandais, mais les chiffres réels sont probablement plus élevés, sans doute 300 hommes ont péri. Plusieurs officiers japonais présents à bord des bâtiments siamois auraient également trouvé la mort dans l'affrontement[réf. nécessaire].
Une fois alertée, l’escadrille 72 dépêcha trois formations séparées de trois Hawk III à leur poursuite, alors que l’escadrille 44 fit décoller trois Vought O2U Corsair. Seuls trois Hawk III sur neuf arrivèrent en vue des navires français. Ils larguèrent leurs bombes de 250 et 50 kg sur le Lamotte-Picquet, mais ne mirent pas de coup au but. Une des bombes explosa suffisamment près du croiseur pour qu’il soit touché par des éclats. Les Corsair ne parvinrent pas non plus à toucher un bâtiment ennemi.
La flotte française rentre à Saïgon intacte. Elle ne déplore aucun tué, quelques blessés et seulement des dégâts légers .
L'historien de la marine Jacques Mordal a prétendu que la bataille de Koh Chang est la seule bataille navale livrée et gagnée au cours des deux guerres mondiales par une force navale française, sur des plans et avec des moyens exclusivement français. Cette assertion est fausse : elle omet la bataille de Dakar du 23 au 25 septembre 1940 contre les navires de la flotte britannico-gaulliste, le combat d'Antivari, au large du Monténégro, le 16 août 1914 et la bataille d'Ist.
Dans ses Mémoires de guerre, le général De Gaulle évoque « la brillante victoire navale du 17 janvier 1941 au cours de laquelle le croiseur Lamotte-Picquet et quelques avisos français ont envoyé par le fond la flotte du Siam ».
À la suite de cette victoire, le capitaine de vaisseau Régis Bérenger est promu contre-amiral.
À ce jour, cette victoire de Koh-Chang est la dernière victoire navale française de son histoire. Elle a été le fait de la marine de Vichy. , C'est est sans doute pourquoi .elle passée sous silence.. On retrouve le nom de cette victoire pour quelques rues et places en Bretagne et en Vendée, et à bord de l'ex frégate La Motte Picquet dont la tourelle de 100mm portait le nom de Ko Chang.

## Photos

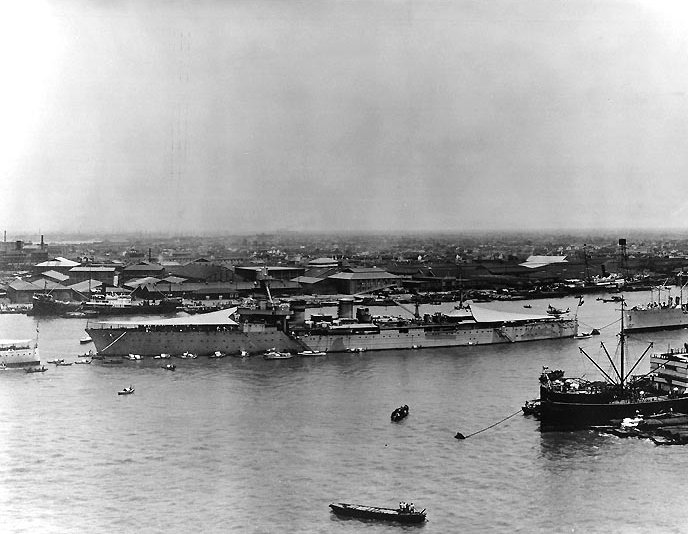
Le croiseur Lamotte-Picquet au mouillage à Shanghai, en 1939.
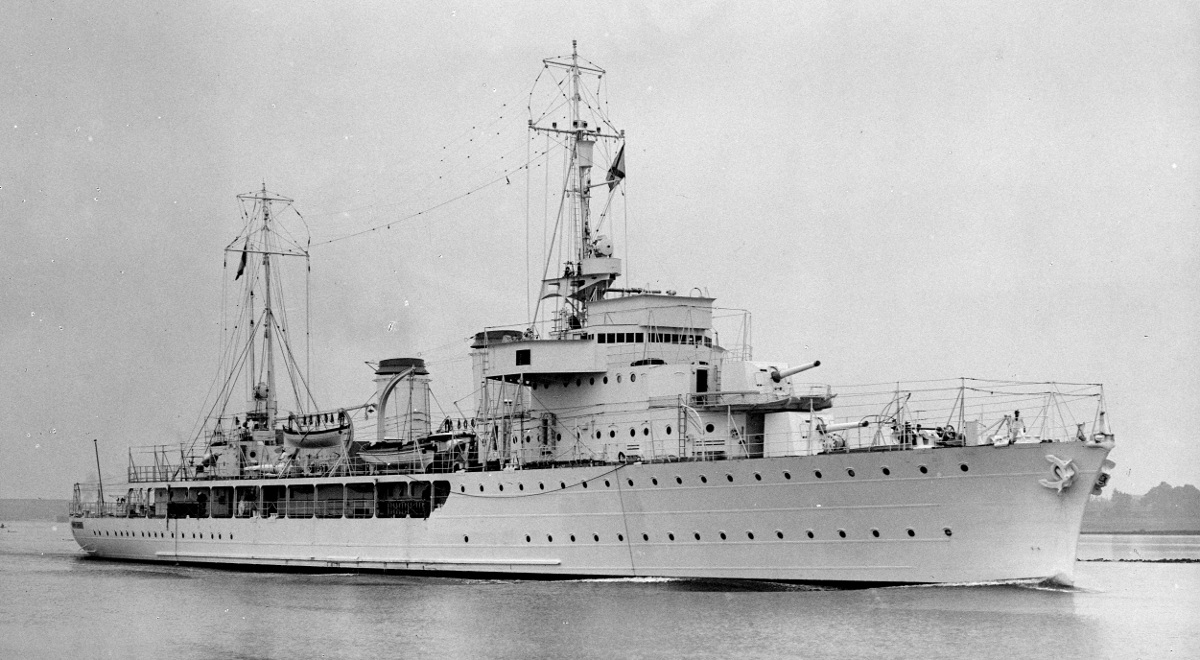
L'aviso colonial Amiral Charner de classe Bougainville.
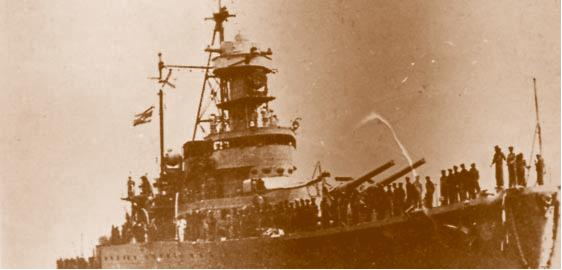
Le HTMS Dhomburi (ou Tonburi) quatre jours avant la bataille. Ce navire de 2 200 t. fut lancé en 1938 par les chantiers Kawasaki.
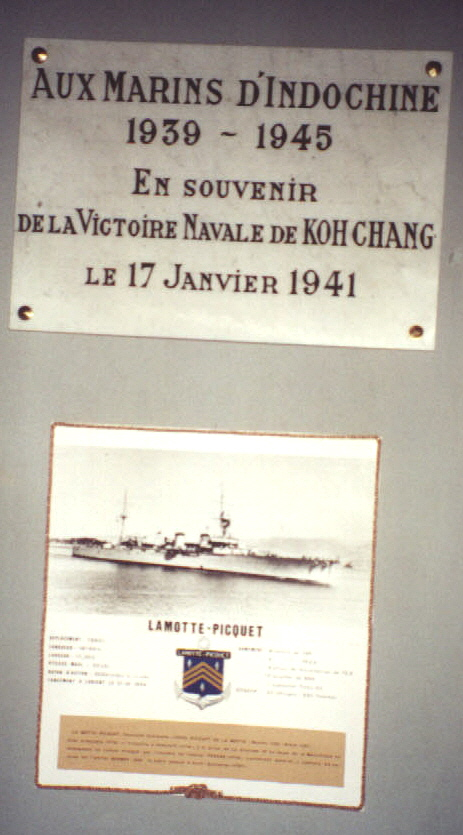
Plaque commémorant le 60e anniversaire de la bataille navale de Koh Chang, apposée dans la salle du Souvenir, au fort-musée Montbarrey, à Brest, le 17 janvier 2001, en présence d'une vingtaine de membres des forces navales d'Extrême-Orient 1939-1945.
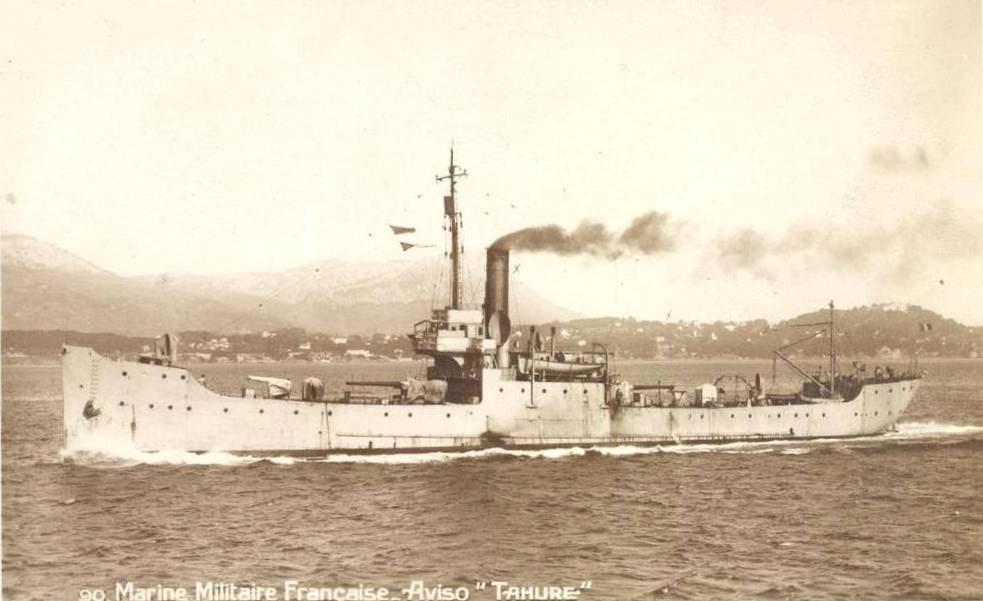
L'Aviso colonial Tahure de classe Arras